# العزيزية (محافظة يدمة)
العزيزية هو مركزٌ سعوديٌ تابعٌ لمحافظة يدمة التابعة لمنطقة نجران، في المملكة العربية السعودية. المركز من الفئة (ب)، ورمزه 2452 حسب دليل الترميز الموحد للمناطق الإدارية بالمملكة العربية السعودية.

## الموقع
إحداثيات العزيزية:
- خط العرض: 17.373333
- خط الطول: 44.208333

الموقع الجغرافي:
- الموقع النسبي:
  - تقع العزيزية في الجزء الشمالي الغربي من منطقة نجران.
  - تبعد عن مدينة نجران عاصمة المنطقة مسافة 44 كيلومترًا تقريبًا باتجاه الشمال الغربي.
  - تقع على طريق نجران - الرياض الدولي.
  - تُطلّ على وادي يدمة من جهة الغرب.
- الموقع المطلق:
  - تقع العزيزية في الجزء الجنوبي الغربي من المملكة العربية السعودية.
  - تقع على هضبة نجد، على ارتفاع 1200 مترٍ تقريبًا فوق سطح البحر.
  - تتمتع بمناخٍ صحراويٍّ حارٍّ وجافٍّ.

الوصول إلى العزيزية:
- برًا:
  - يمكن الوصول إلى العزيزية بسهولةٍ عبر طريق نجران - الرياض الدولي، الذي يربطها بالعديد من المدن والمحافظات في المملكة.
  - تتوفر خدمات النقل العام بشكلٍ منتظمٍ بين العزيزية ومدينة نجران.
- جوًا:
  - أقرب مطار إلى العزيزية هو مطار نجران الإقليمي، الذي يبعد عنها مسافة 44 كيلومترًا تقريبًا.